# Yngve Lamberg
Yngve Lamberg, född 29 februari 1912, död 3 oktober 1960, var en svensk handbollsspelare. Han var ytterforward eller som man säger i dag kantspelare.

## Karriär
Yngve Lamberg började spela handboll i Dala BK i Västra Frölunda, men bytte klubb till Sanna IF i Göteborg. Efter fyra år i Sanna IF bytte han ånyo klubb till Redbergslids IK.[1] Då hamnade han i en svensk toppklubb i allsvenskan, den nystartade allsvenskan. Med Redbergslid vann han allsvenskan 1935, 1936 och 1939. Han placerade sig oftast högt i skytteligan och Lamberg vinner skytteligan 1936/1937. Han spelade till en bit in på 40-talet. Under dessa år blev inte Redbergslid svenska mästare så Lamberg vann aldrig SM. Lamberg gjorde 302 mål i allsvenskan. Yngve Lamberg belade 3:e platsen efter Stig Hjortsberg på 459 mål och Gustaf-Adolf Thorén 328 mål. Av tabellen framgår också att Lamberg slutade spela efter 1943 då tabell går till 1947.
| År        | Antal mål | Summa mål | Klubb       |
| --------- | --------- | --------- | ----------- |
| 1934-1935 | 17        | 17        | Redbergslid |
| 1935-1936 | 51        | 68        | som ovan    |
| 1936-1937 | 57        | 125       |             |
| 1937-1938 | 42        | 167       |             |
| 1938-1939 | 48        | 215       |             |
| 1939-1940 | 22        | 237       |             |
| 1940-1941 | 50        | 287       |             |
| 1941-1942 | -         | 287       |             |
| 1942-1943 | 15        | 302       | som ovan    |

Landslagsdebut i Sveriges första landskamp 27 februari 1935 mot Danmark i Köpenhamn där Lamberg gör 4 mål och blir bäste målskytt tillsammans med  Torsten Andersson. Sverige vann med 18-12. Lamberg spelade i VM inne 1938 och var Sveriges viktigaste spelare. Han stod för 6 av Sveriges 8 mål i VM. Inomhus gjorde Lamberg 23 mål på 8 landskamper och utomhus 6 med 12 mål. Lamberg var mer utpräglad inomhusspelare. 14 landskamper åren 1935-1941. Sista framträdandet i landslaget i Göteborg mot Tyskland 1941.Matchen spelades i Mässhallen inför 4970 åskådare. Matchen var jämn och slutade med tysk seger med 15-14. Lamberg är stor grabb (det krävdes 10 landskamper).

## Klubbar
- Dala BK (–1930)
- Sanna IF (1930–1934)
- Redbergslids IK (1934–1943)

## Meriter
- VM-brons 1938 med Sveriges landslag
- 3 Allsvenska seriesegrar med Redbergslid.
- Skytteligavinnare i allsvenskan 1936/1937
- Delad Skyttekung i VM 1938.